# HD 196737
HD 196737，又名CD-3315119，SAO 212333、HR 7893，是一颗恒星，视星等为5.47，位于銀經9.85，銀緯-36.23，其B1900.0坐标为赤經20h 34m 3.5s，赤緯-33° -36.23′ 8″。